# 前哥伦布大平原农业

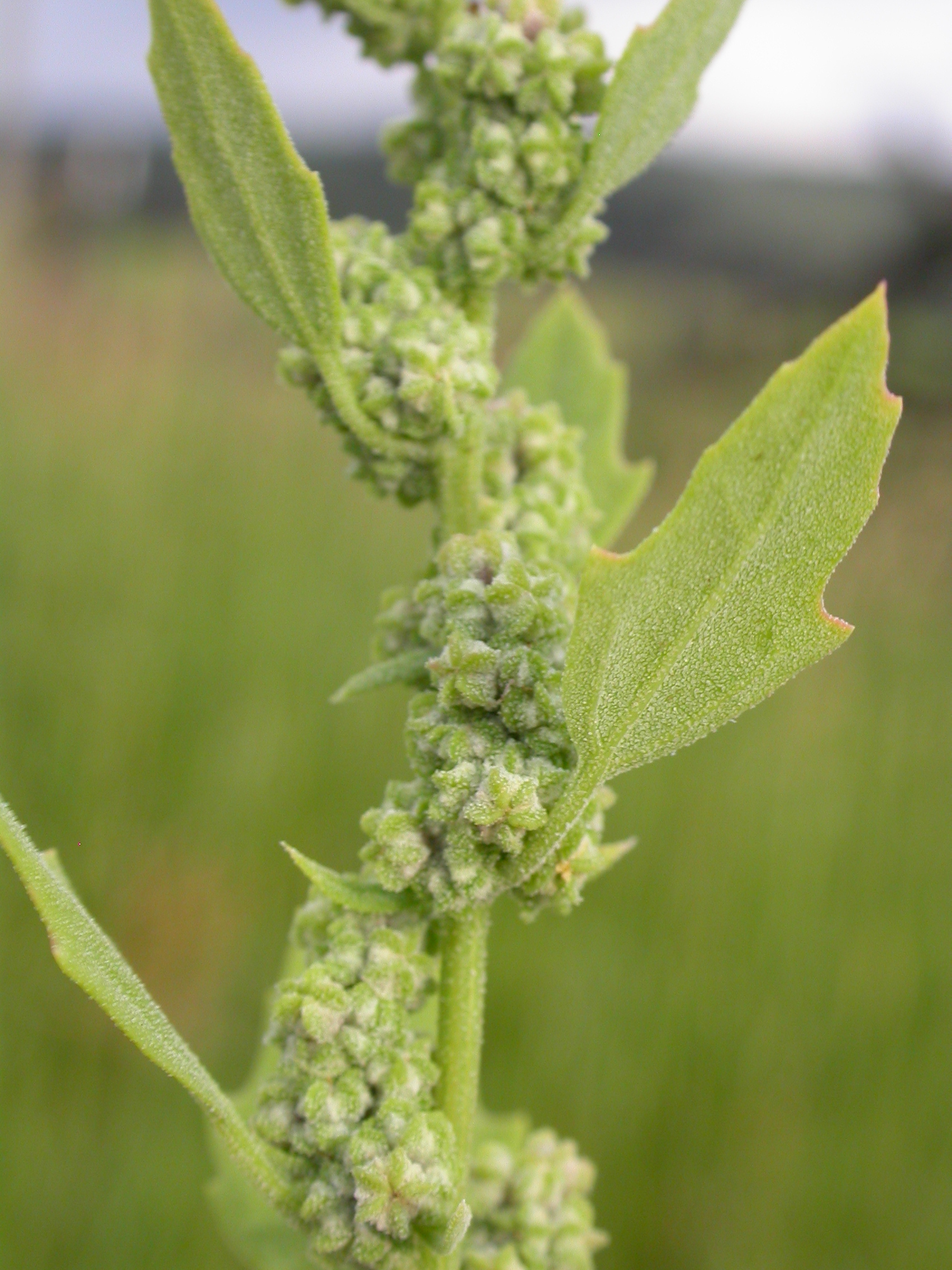
蒙大拿州博兹曼的藜麥

前哥伦布时期大平原农业描述了美国大平原和加拿大南部原住民在前哥伦布时期以及与欧洲探险家广泛接触前（多数地区约1750年前）的农业实践。最重要的作物是玉米，通常与豆类和南瓜（包括西葫芦）一同种植。次要作物如向日葵、藜、烟草、葫芦、李子、小大麦（Hordeum pusillum）和沼泽菊（Iva annua）也有种植。大平原的玉米农业始于约公元900年。
所有中部平原复合体都发现了农业证据。在平原村落时期（公元950-1850年），部落会因气候波动和野牛周期性丰度，在农耕与狩猎之间切换重心。大平原上最北端的集约化玉米种植区位于北达科他州密苏里河沿岸，尽管在邻近的马尼托巴省也发现了玉米种植证据。最南端的农业区位于德克萨斯州北部的卡多语族族群中。务农的印第安人将剩余产品与非农业游牧民族进行贸易。

## 环境

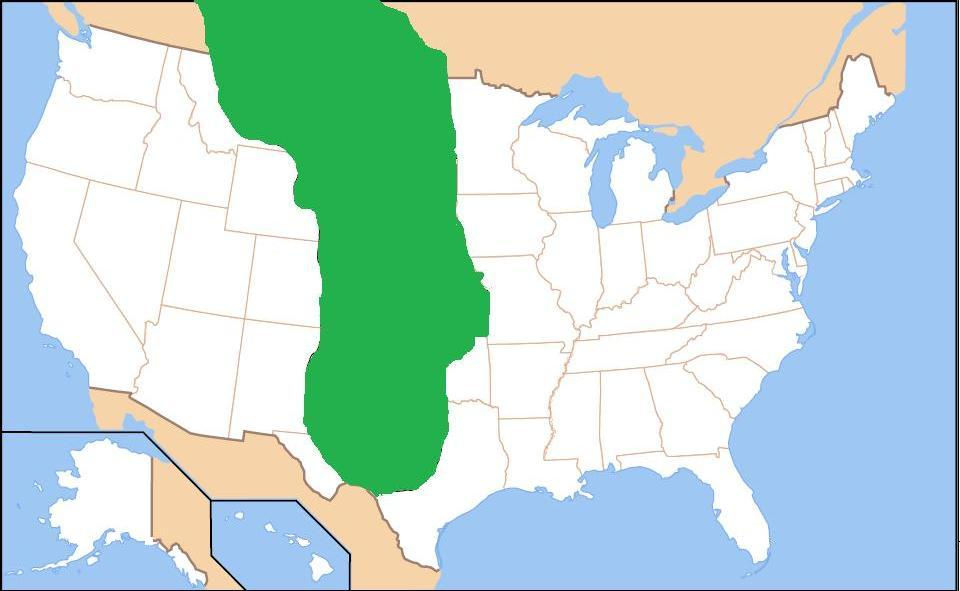
大平原区位图

大平原农业的主要限制因素是降水量常不足以种植印第安农民的主要作物玉米。此外，北部大平原的生长期较短。平原农业呈现潮汐式发展，湿润期向西推进至干旱地区，干旱期则收缩。野牛的周期性丰缺也影响了人类定居模式，这种动物不仅是重要食物来源，还为衣物和住所提供皮革。

## 前接触时期

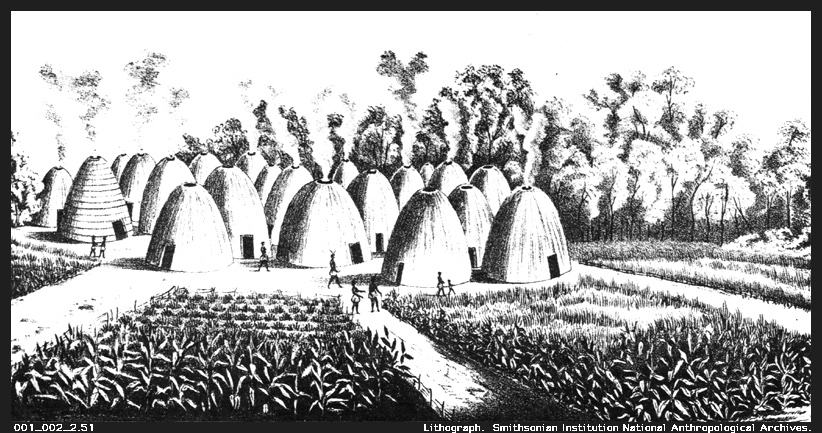
被玉米田环绕的威奇托村庄

自13,000多年前最早居住以来，大平原印第安社会就有采集美洲草原萝卜（Pediomelum esculentum）和加拿大女贞（Prunus virginiana）等野生植物的传统。随着时间的推移，平原居民学会了培育本土植物。东方农业复合体中的许多植物也在大平原被种植。
南瓜和豆类在现今美国境内的种植独立于中美洲发展。玉米作为热带作物，数千年前在墨西哥首次栽培，一千多年前传入现今美国。大平原玉米农业始于公元900年，开启了俄克拉荷马州西部和德克萨斯州南部平原村民时期。这可能是卡多文化向西向北扩展的结果。圣塔菲、沃希托河和加拿大河沿岸出现了半永久性村落，经济形态为农猎结合。约公元1000-1100年开始的干旱气候可能促使生计方式更多转向狩猎。公元1200-1450年德克萨斯州狭长地带的羚羊溪文化受到新墨西哥州格兰德河流域普韦布洛人影响。同时期科罗拉多州东南部的阿皮沙帕文化仍以狩猎为主。威奇托人和波尼人可能是这些南部平原村民的后裔。
大平原北部最早的玉米种植证据见于公元1000-1200年。北达科他州密苏里河谷可能是史前大规模玉米种植的北限。考古学家在美加边境以北发现了种植证据，最北端遗址位于温尼伯以北的洛克波特，种植品种为最耐寒的北方燧石玉米。当地居民选择河畔沙质土壤，利用稍长的无霜期进行耕作。
欧洲探险者记录的主要农耕族群从南到北包括：红河流域的卡多人、阿肯色河的威奇托人、堪萨斯河与普拉特河的波尼人，以及达科他州密苏里河沿岸的阿里卡拉人、曼丹人和希达察人。其他部落在史前晚期迁入平原，如苏族和夏安族放弃农耕转向游牧，而德吉哈语族（奥塞奇、卡奥、奥马哈、蓬卡）与奇韦雷语族群（奥托、艾奥瓦、密苏里）维持着农猎并重的生活方式。
考古发现17世纪阿帕契族（ dismal河文化）在堪萨斯州西部和内布拉斯加州进行农业活动。这些半游牧部落在18世纪被完全游牧的科曼奇人驱逐。

## 耕作方式与产量
缺乏铁器和畜力的史前印第安农民主要开垦河流沿岸林地，特别是周期性泛滥更新肥力的高位河阶轻质土壤，避开草深根密的草原重壤。波尼人的田地位于村落八英里外。
玉米的高产使印第安人能用简单工具在小块土地上获得丰收——尽管干旱平原的农耕始终充满风险。
每户需2-7英亩（0.8-2.8公顷）耕地，土地质量导致差异。通常耕种2-3年后休耕，休耕面积是当年耕地的2-3倍。计入休耕地，每户需4-21英亩（1.6-8.5公顷）。更依赖采集的户群耕地更少。大平原玉米产量估计为每英亩10-20蒲式耳（627-1254公斤），新垦地可达40蒲式耳（2508公斤），地力逐年下降。
希达察人典型耕作方式：焚烧清理田地，使用掘棒、骨锄（野牛或马鹿肩胛骨制）和木耙耕种。即便欧洲人引入铁锄后，许多妇女仍偏爱骨锄。
春季先种向日葵于田边，接着采用三姐妹农业：五粒玉米种于土墩，间距五英尺。玉米苗数英寸高时，在墩间种攀缘豆类和南瓜。南瓜叶保墒抑草，豆类固氮，玉米杆为支架。威奇托人等南部族群在田间种植奇克索李树篱。老人专司烟草田，其他农活主要由妇女承担，男性协助开荒。
印第安人不施粪肥，地力衰退后休耕两年再种。

## 生计构成
对内布拉斯加州医药溪（Republican河支流）流域（接近史前种植西界）的研究显示，公元1000-1450年间当地人饮食结构：30%来自猎物（主要是野牛），30%玉米，20%其他作物（南瓜、豆类、向日葵），20%野生植物。东部雨量较多地区，作物占比可能更高。气候波动导致农猎比例变化。

## 农事周期
内布拉斯加州的波尼人是平原最佳农作者，有复杂种植仪式。春季种植10种玉米、7种南瓜、8种豆类，包括面粉种、燧石种、甜玉米及专用于圣物捆的古老品种。他们知晓杂交原理，间隔种植不同品种。
确保肥力的晨星仪式包含献祭敌族少女，该仪式非每年举行，最后一次人祭在1838年。
典型农猎周期：六月末玉米长至齐膝高时，迁入梯皮开展夏季野牛猎，九月归来进行收获。作物干燥后存入地窖。丰收后庆祝月余，十二月再次出发冬猎，存粮藏于地窖。这种年度周期在获得马匹增强机动性后尤为突出。

## 贸易
农猎族群间贸易至关重要。达科他州密苏里河沿岸的曼丹人和希达察人村庄与游猎部族大规模交易。1737年秋，法国探险家皮埃尔·戈捷·德·瓦伦发现阿西尼博因人计划开展年度南下贸易，用野牛肉换取农产品。其他平原部落也存在类似长途贸易。

## 图集

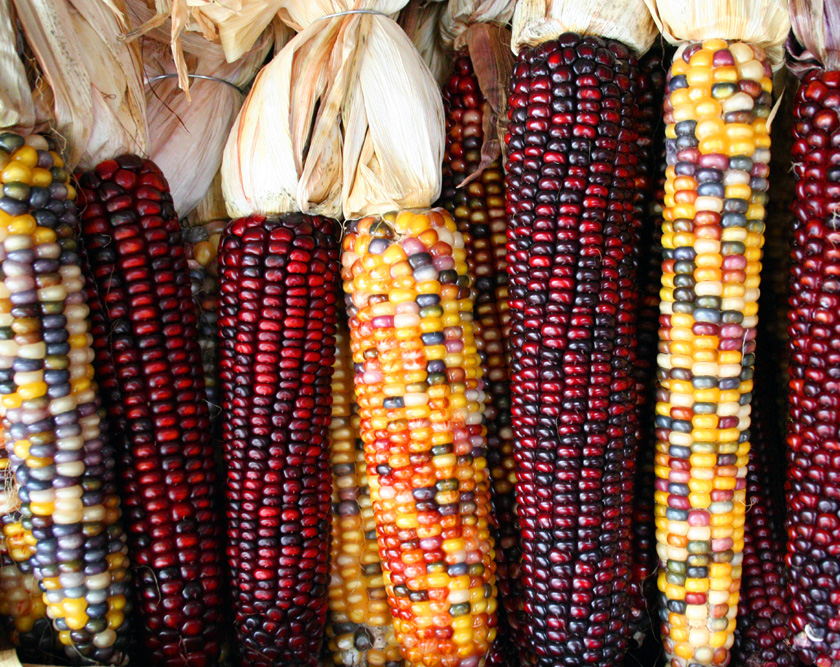
玉米
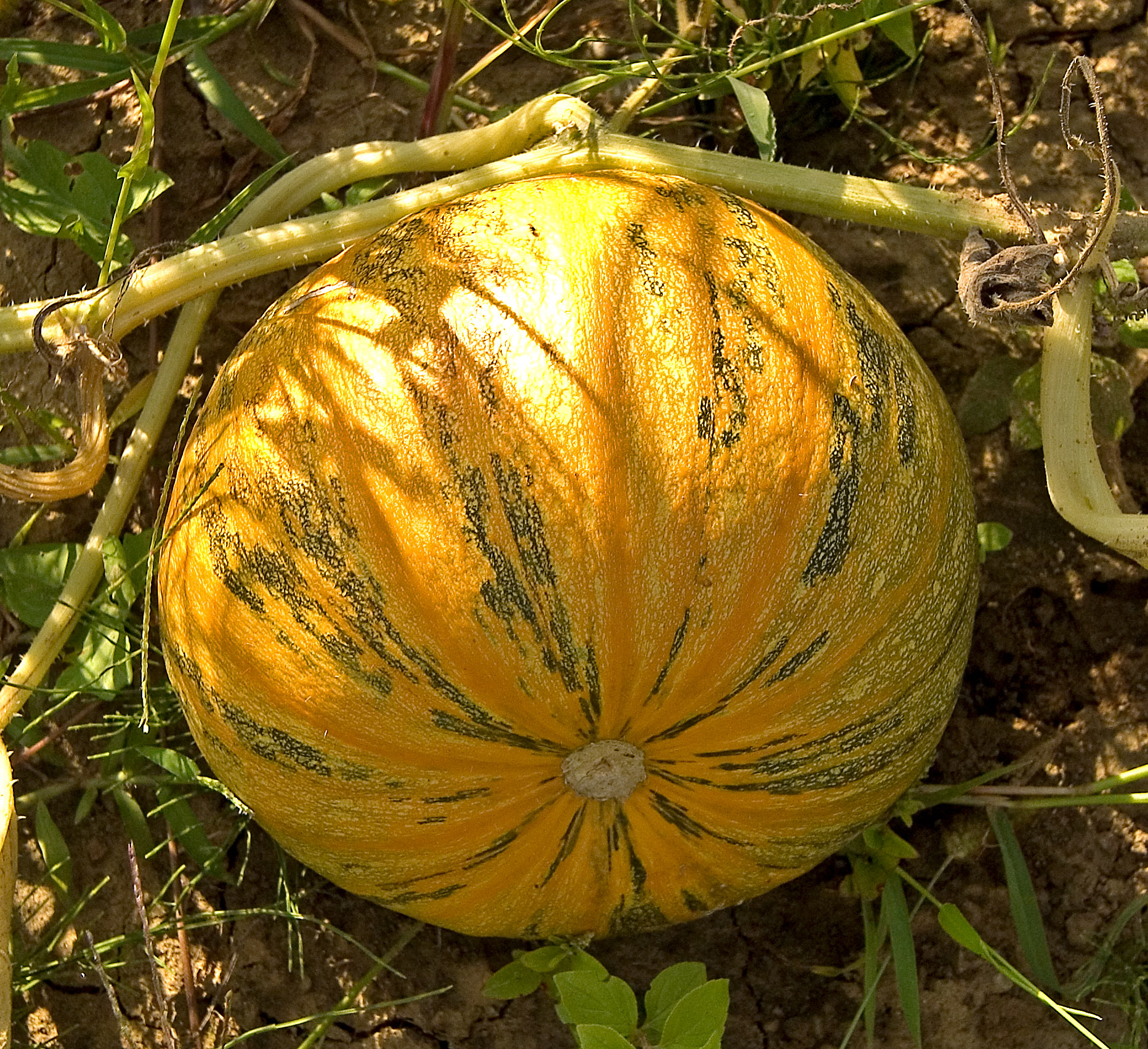
南瓜

## 延伸阅读
Minnis, Paul E. People and Plants in Ancient Eastern North America. University of Arizona Press, 2010. ISBN 978-0-816-52913-1.
Wilson, Gilbert L. Buffalo Bird Woman's Garden: Agriculture of the Hidatsa Indians. St Paul: Minnesota Historical Society Press, 1987. ISBN 978-0-873-51219-0.